# Pedro Valenzuela
Pedro Valenzuela (* 1913; † unbekannt) war ein chilenischer Fußballspieler. Der Stürmer wurde 1940 Torschützenkönig.

## Karriere
Pedro Valenzuela, auch als Pelluco bekannt, wurde im Frühjahr 1913 geboren und begann mit dem Sport bei den Carabineros von Valdivia. Er war in seiner Anfangszeit neben dem Fußball auch in der Leichtathletik und im Basketball aktiv. Nach drei Jahren bei Valdivia zog er in die Región de Aysén und gehörte zum lokalen Auswahlteam. Nachdem der Offensivakteur im Süden des Landes gesichtet wurde, kam er zum Probetraining beim CD Magallanes und überzeugte im Spiel gegen den CSD Colo-Colo. Valenzuela erhielt sofort einen Stammplatz und wurde in seiner Debütsaison gemeinsam mit Víctor Alonso von Meister Universidad de Chile Torschützenkönig. In der Hauptstadt spielte er außer für Magallanes auch für Universidad Católica.

## Auszeichnungen
- Torschützenkönig der chilenischen Primera División: 1940